# Мала-Панев
50°43′06″ пн. ш. 17°52′38″ сх. д. / 50.71833° пн. ш. 17.87722° сх. д.
Мала-Панев(пол. Mała Panew) — річка в південно-західній Польщі, територія Сілезького і Опольського воєводств. Це права притока р.Одра. Мала-Панев зливається з р.Одра в районі села Чарноваси (пол. Czarnowąsy), що розташоване біля м.Ополе.
За довжина Мала-Панев становить 132 км, а площа басейну становить 2132 км².

## Тваринний світ
Річка цікава для рибалок через велику популяцію плотви, ляща та щуки.